# Mirhipipteryx biloba
Mirhipipteryx biloba är en insektsart som först beskrevs av Morgan Hebard 1928.  Mirhipipteryx biloba ingår i släktet Mirhipipteryx och familjen Ripipterygidae.

## Underarter
Arten delas in i följande underarter:
- M. b. biloba
- M. b. aberrans
- M. b. chiriquensis
- M. b. sevillensis
- M. b. incurvata
- M. b. riofriensis